# Sväljarål
Sväljarål (Saccopharynx ampullaceus) är en fiskart som först beskrevs av Harwood 1827.  Sväljarål ingår i släktet Saccopharynx och familjen Saccopharyngidae. Inga underarter finns listade i Catalogue of Life.